# Вероника армянская
Вероника армянская (лат. Veronica armena) — многолетнее травянистое растение, вид рода Вероника (Veronica) семейства Подорожниковые (Plantaginaceae).

## Распространение и экология
Кавказ: Грузия (Триалетский хребет), Армения (бассейн озера Севан, гора Алагёз, Ленинаканское плато); Азия: Турция (восточная часть до Внутреннего Тавра). Описан из окрестностей Эрзерума.
Произрастает на каменистых склонах высокогорного пояса, на высоте 2000—3000 м над уровнем моря.

## Ботаническое описание
Растения ярко-зелёные, образующие густую дернину. Стебли высотой 7—10 см, восходящие или лежачие, иногда прямые, многочисленные, черноватые, тонкие, деревянеющие при основании.
Листья длиной 8—12 мм, сидячие, короткие, у основания перисторассечённые на очень тонкие, линейные, скручивающиеся доли.
Кисти расположены в пазухах верхних листьев на коротких цветоносах, рыхлые и короткие; цветоножки тонкие, при плодах отклонённые, в 2—3 раза длиннее продолговато-ланцетных прицветников. Чашечка пятираздельная, почти голая или шероховатая от скудных мелких волосков, доли чашечки продолговатые, туповатые, в 5 раз короче цветоножек, неравные, одна доля превышает все остальные, самая маленькая доля чашечки часто опадающая. Венчик интенсивно голубой, в 2—3 раза превышает чашечку.
Коробочки на прямых или дуговидно изогнутых плодоножках, голые, обратно-сердцевидные, мелкие, длиной 3—4 мм, шириной около 4 мм, в верхней части выемчатые. Семена яйцевидные, ладьевидно вогнутые, длиной около 1,5 мм, шириной 1 мм, слегка сморщенные.
Цветёт в мае — июне.
От других видов вероник с рассечёнными листьями отличается отстоящими под прямым углом цветоножками и ярко-синими цветками.

## Таксономия
Вид Вероника армянская входит в род Вероника (Veronica) семейства Подорожниковые (Plantaginaceae) порядка Ясноткоцветные (Lamiales).
|  |                                      |  |                                                             |                                                             |                          |  | ещё 21 семейство (согласно Системе APG II) | ещё 21 семейство (согласно Системе APG II) |                        |  |  |  | ещё от 300 до 500 видов |
|  |                                      |  |                                                             |                                                             |                          |  | ещё 21 семейство (согласно Системе APG II) | ещё 21 семейство (согласно Системе APG II) |                        |  |  |  | ещё от 300 до 500 видов |
|  |                                      |  |                                                             | порядок Ясноткоцветные                                      |                          |  |                                            |                                            | род Вероника           |  |  |  |                         |
|  |                                      |  |                                                             | порядок Ясноткоцветные                                      |                          |  |                                            |                                            | род Вероника           |  |  |  |                         |
|  | отдел Цветковые, или Покрытосеменные |  |                                                             |                                                             | семейство Подорожниковые |  |                                            |                                            | вид Вероника армянская |  |  |  |                         |
|  | отдел Цветковые, или Покрытосеменные |  |                                                             |                                                             | семейство Подорожниковые |  |                                            |                                            |                        |  |  |  |                         |
|  |                                      |  | ещё 44 порядка цветковых растений (согласно Системе APG II) | ещё 44 порядка цветковых растений (согласно Системе APG II) |                          |  |                                            | ещё 90 родов                               | ещё 90 родов           |  |  |  |                         |
|  |                                      |  |                                                             | ещё 44 порядка цветковых растений (согласно Системе APG II) |                          |  |                                            |                                            | ещё 90 родов           |  |  |  |                         |